# Oleg Nikolaevič Efremov
Oleg Nikolaevič Efremov (in russo Олег Николаевич Ефремов?; Mosca, 1º ottobre 1927 – Mosca, 24 maggio 2000) è stato un attore russo, Artista del Popolo dell'Unione Sovietica nel 1976.

## Filmografia parziale

### Cinema
- Pervyj ėšelon, regia di Michail Kalatozov (1955)
- Rasskazy o Lenine, regia di Sergej Jutkevič (1957)
- Quando i desideri diventano realtà (Ispolnenie zhelaniy), regia di Valentina e Zinaida Brumberg (1957)
- Ispytatel'nyj srok, regia di Vladimir Gerasimov (1960)
- Komandirovka, regia di Jurij Egorov (1961)
- Ljubuška, regia di Vladimir Kaplunovskij (1961)
- Moj mladšij brat, regia di Aleksandr Zarchi (1962)
- Sotrudnik ČK, regia di Boris Volček (1963)
- Živye i mёrtvye, regia di Aleksandr Stoller (1964)
- Ajbolit-66, regia di Rolan Bykov (1966)
- Beregis' avtomobilja, regia di Ėl'dar Rjazanov (1966)
- Guerra e pace (Voyna i mir), regia di Sergej Bondarčuk (1966)
- Tri topolja na Pljuščiche, regia di Tat'jana Lioznova (1967)
- Eščё raz pro ljubov', regia di Georgij Natanson (1968)
- Gori, gori, moja zvezda, regia di Aleksandr Mitta (1969)
- Korol'-olen', regia di Pavel Arsenov (1969)
- Mama vyšla zamuž, regia di Vitalij Mel'nikov (1969)
- Svoj, regia di Leonid Agranovič (1969)
- Slučaj s Polyninym, regia di Aleksej Sacharov (1970)
- Tu e io (Ty i ya), regia di Larisa Šepit'ko (1971)
- Zdravstvuj i proščaj, regia di Vitalij Mel'nikov (1972)
- Moskva, ljubov' moja, regia di Aleksandr Mitta (1974)
- Tam, za gorizontom, regia di Jurij Egorov (1975)
- Rudin, regia di Konstantin Voinov (1977)
- Komissija po rassledovaniju, regia di Vladimir Bortko (1978)
- Odnaždy dvadcat' let spustja, regia di Jurij Egorov (1980)
- Pervaja vstreča, poslednjaja vstreča, regia di Vitalij Mel'nikov (1987)
- Širli-myrli, regia di Vladimir Men'šov (1995)
- Sočinenie ko Dnju Pobedy, regia di Sergej Ursuljak (1998)